# Гамов, Дмитрий Иванович (народник)
Дмитрий Иванович Гамов (1848 — 5 апреля 1876, Харьков) — русский революционер-народник, участник кружка Александра Васильевича Долгушина, положившего начало «хождению в народ».

## Биография
Родился в 1848 году. Был студентом Петровско-Разумовской академии; в 1873 году работал в качестве учителя в школе, основанной народницей С. А. Лешерн в селе Меглецы Боровичского уезда Новгородской губернии. Затем получил должность учителя в школе при Реутовской мануфактуре (под Москвой).
Распространял среди рабочих прокламации, напечатанные в типографии в селе Сареево (Звенигородский уезд Московской губернии). Пример содержания одной из прокламаций: 

Русскому народу.
...Хотим мы, чтобы управлял сам народ через своих выборных, чтобы правительство состояло не из одних дворян только, как теперь, а из людей избранных самим народом; за ними будет народ наблюдать и спрашивать с них отчёт и сменять их, когда нужно, и тогда не будет ни угнетателей, ни угнетённых, не будет неучёных, тёмных и бедных людей, а будем все мы счастливы, будем жить, как подобает человеку, властелину земли...

В 1873 году царская полиция раскрыла типографию и кружок революционеров, Гамов был арестован. 15 июля 1874 г. был приговорён к каторге на 8 лет. 5 мая 1875 перед отправкой в Сибирь на Конной площади в Петербурге над ним была совершена гражданская казнь. Как сообщало третье отделение царю, Гамов отвернулся от священника и не целовал крест. По распоряжению Александра II, вместо ссылки в Сибирь был подвергнут одиночному заключению в Новобелгородском централе (в 56 верстах от Харькова), куда был доставлен 28 мая 1875 года. После попытки самоубийства 6 февраля 1876 года его перевели в харьковскую психиатрическую больницу.

Профессор П.И. Ковалевский, работавший в этой больнице, так описывал состояние Дмитрия Гамова: 
Приходилось мне видеть ужасные картины, когда привозили в больницу, чуть не тысячами голодных и обмороженных турок, но такой картины, какую представлял Гамов, мне никогда не приходилось видеть. Он весь был чёрный, как трубочист. Из несвязного рассказа несчастного можно было узнать, что печь его конуры настолько дымила, что послойно покрывала его кожу... Второе, что поражало в нём, это крайняя степень паралитического поражения организма. Он каторжные браслеты снимал с ноги, как обручальные кольца, так нечувствительны были уже ножные суставы. Все держали его в центральной тюрьме, боясь пропаганды даже между сумасшедшими.
Скончался 5 апреля 1876 года в возрасте 28 лет.